# Strada provinciale 90 Destra Adige
La strada provinciale 90 Destra Adige (SP 90) è una strada provinciale italiana della provincia autonoma di Trento. Deve il suo nome al fatto di percorrere il tratto della Valle dell'Adige da Roveré della Luna al confine con la provincia di Verona (località Mama d'Avio) sulla sponda occidentale dell'Adige, dunque a destra rispetto alla sorgente del fiume, mettendo in collegamento fra loro tutti i comuni che vi sorgono.
La strada è suddivisa in vari pezzi denominati tronchi, e mettendoli assieme risulta che essa è la più lunga strada provinciale della provincia di Trento, con un totale di 63,236 km. (seguita dalla SP 79 del Passo Brocon e dalla SP 71 Fersina - Avisio in seconda e terza posizione).

## Percorso

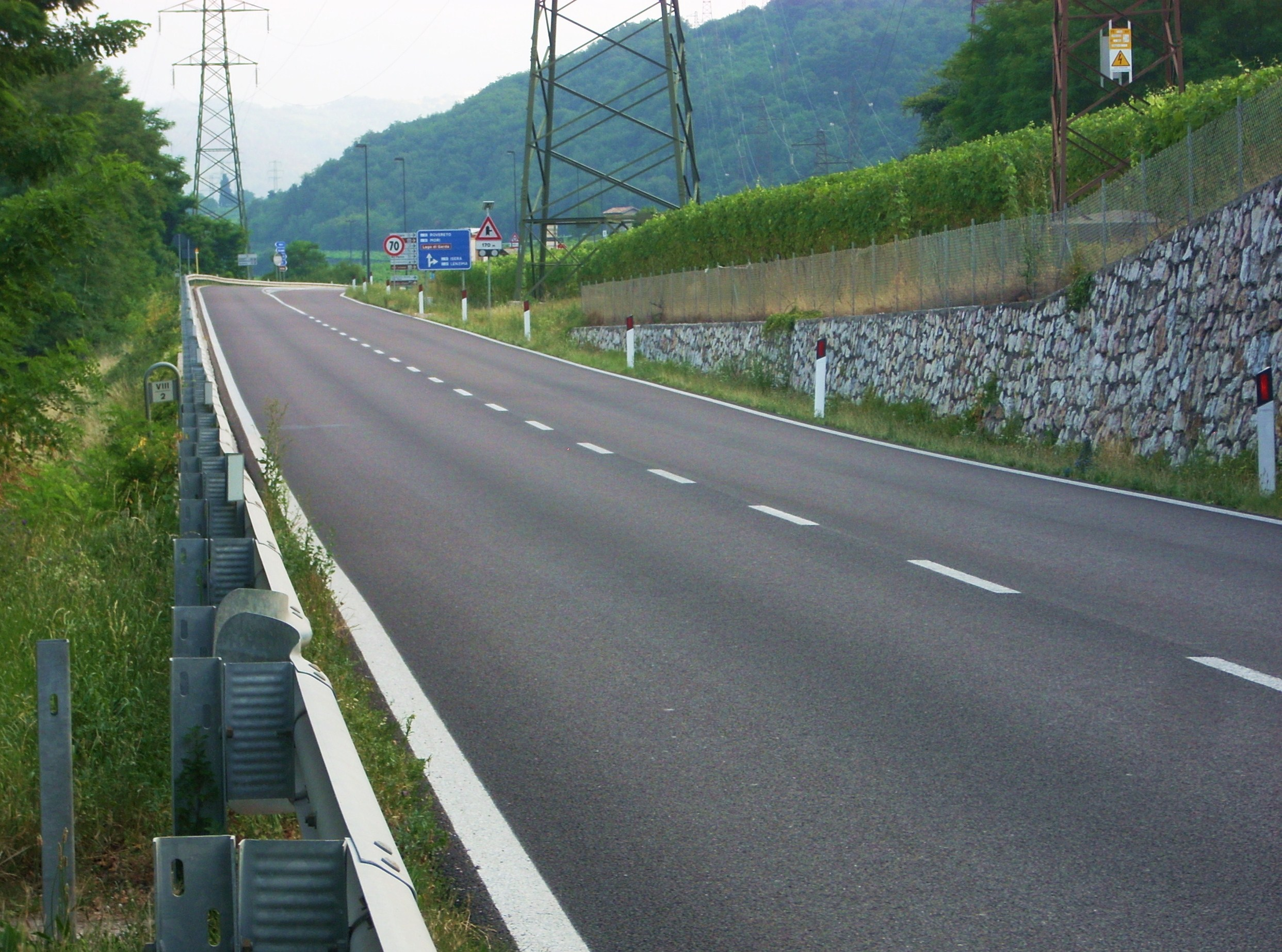
La Destra Adige nei pressi di Isera

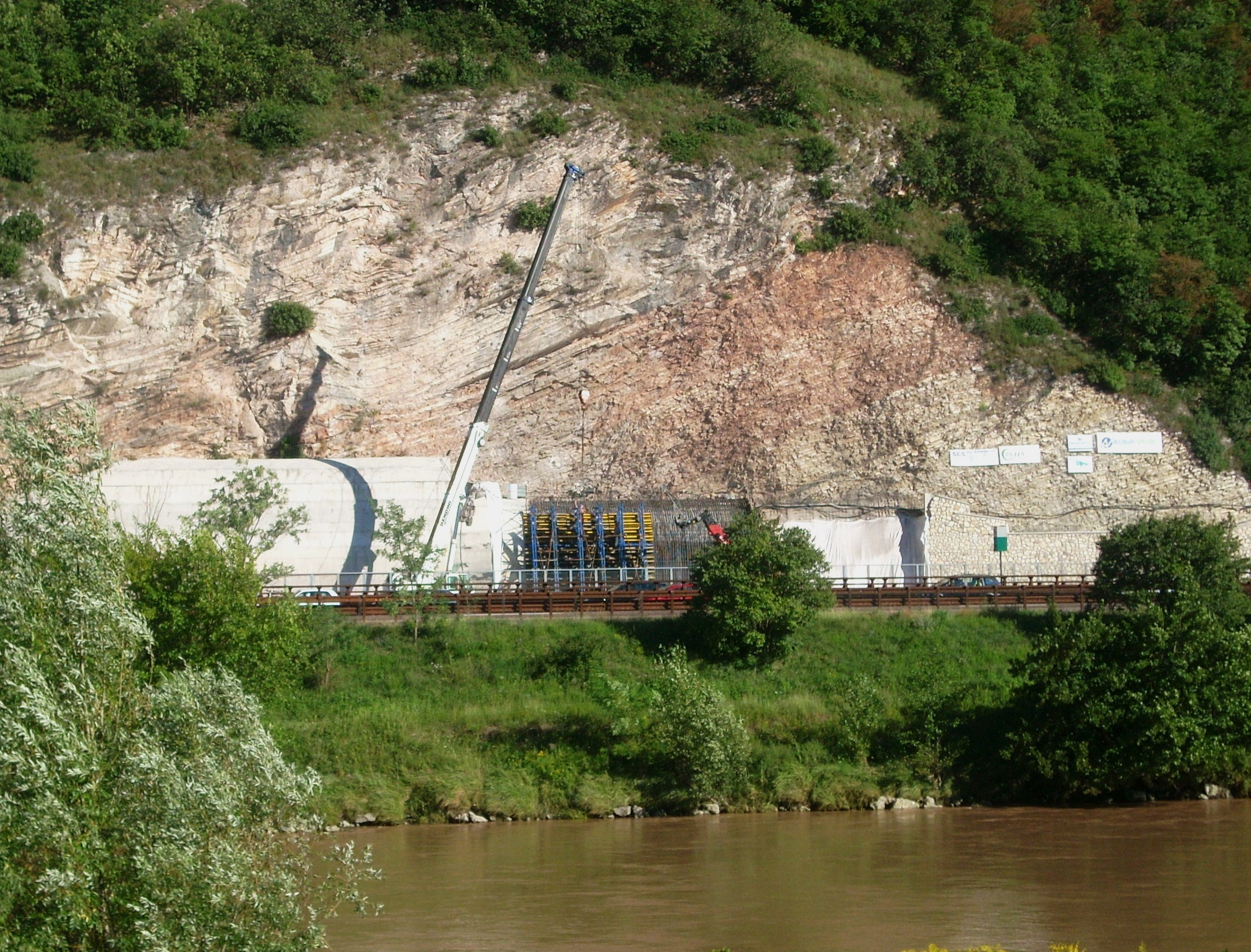
La galleria per la circonvallazione di Chiusole in costruzione

Ha inizio a Roveré della Luna, paese trentino nei pressi del confine con l'Alto Adige; da lì scende e arriva fino alla città di Mezzocorona (9,44 km - 5° e 4° tronco).
La strada poi riprende da Mezzolombardo passando per Nave San Rocco e Zambana, arrivando in fine alla rotonda di Zambana Vecchia, dove incrocia la tangenziale nord di Trento (7,52 km - 3° tronco).
Dopo un tratto in cui coincide con la SS 12 (tangenziale ovest di Trento), la SP 90 riprende il suo percorso a Ravina, frazione di Trento: da lì si dirige verso sud collegando tutti i comuni presenti sulla sponda destra dell'Adige tra Trento e Rovereto: Romagnano, Aldeno, Nomi, Pomarolo e Villa Lagarina, dove incontra a quest'ultima il casello dell'autostrada A22 Rovereto nord e l'inizio della SP 20 del Lago di Cei che conduce all'omonimo lago. Da Villa Lagarina la SP 90 prosegue il suo percorso toccando Nogaredo e Isera; a Mori entra nel centro abitato, sovrapponendosi per 2-3 chilometri alla strada statale 240 di Loppio e di Val di Ledro (25,423 km - 2° tronco). 
Dopo di che riprende a dirigersi verso sud, mantenendosi costantemente a destra del fiume Adige. Passa per le frazioni di Chizzola (dove ha inizio la SP 22 Chizzola - Brentonico), Santa Lucia e Pilcante appartenenti al comune di Ala per arrivare poi all'ultimo comune del Trentino, Avio (dove troviamo anche collegato il casello dell'autostrada A22 Ala-Avio e dove ha inizio la SP 208 Avio-San Valentino), da cui, dopo un tratto di circa 4 chilometri, giunge al confine con il Veneto, divenendo la SP 11 della Valle dell'Adige nella provincia di Verona (20,863 km - 1° tronco).

## Diramazioni

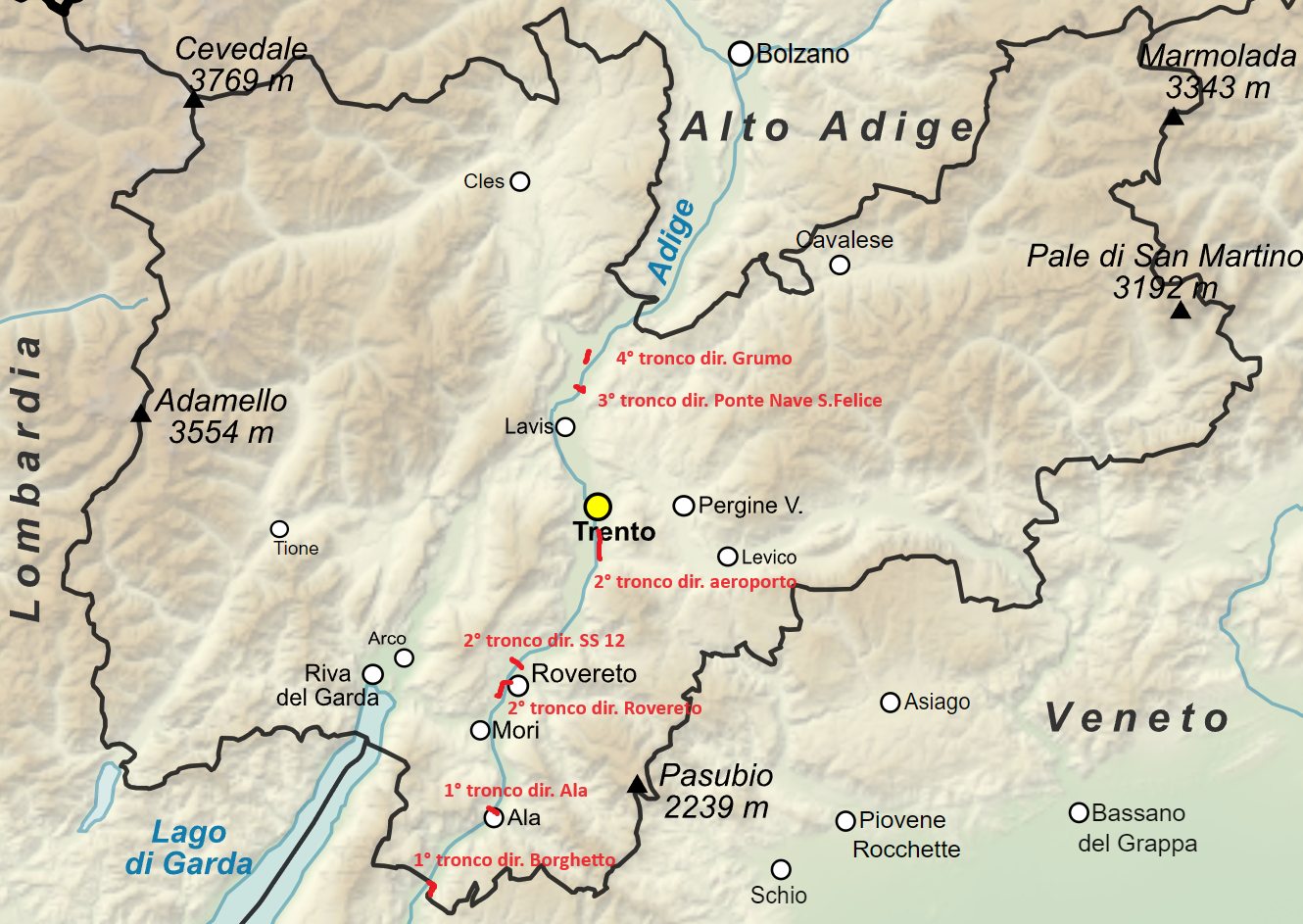
Diramazioni della SP 90 Destra Adige

Lungo la SP 90 troviamo molte diramazioni, di cui tutte portano ad un collegamento con la SS12 dell'Abetone e del Brennero, in modo così da permettere di deviare il traffico su entrambe le strade.
In ordine da nord verso sud abbiamo:
- SP 90 4° tronco dir - Destra Adige diramazione Grumo (lunga 0,829 km)
- SP 90 3° tronco dir - Destra Adige diramazione Ponte Nave S. Felice (lunga 0,354 km)
- SP 90 2° tronco dir - Destra Adige diramazione per aeroporto (lunga 1,769 km)
- SP 90 2° tronco dir SS 12 - Destra Adige diramazione Sant'Ilario (lunga 0,508 km)
- SP 90 2° tronco dir Rovereto - Destra Adige diramazione Rovereto (lunga 1,265 km)
- SP 90 1° tronco dir Ala - Destra Adige diramazione Ala (lunga 0,63 km)
- SP 90 1° tronco dir Borghetto - Destra Adige diramazione Borghetto (lunga 1,521 km)

## Lavori e progetti

### Circonvallazione di Chiusole
È stata aperta al traffico il 30 novembre 2010 una piccola circonvallazione per l'abitato di Chiusole, frazione di Pomarolo, che permette lo scorrere del traffico non più nel centro abitato ma in un tunnel appositamente costruito.

### Casello autostradale di Trento sud
È stato inaugurato il 3 maggio 2011 il casello dell'A22 Trento sud, collegato alla SP 90 da un piccolo raccordo, chiamato strada provinciale 256 Trento sud - Ravina, che permette il passaggio tramite un sovrappasso autostradale e una nuova rotatoria sulla stessa.

## Pericolosità della strada
Secondo i dati Aci raccolti sulle strade provinciali, essa risulta essere una delle strade più pericolose della Provincia ed è stata la prima con il numero più alto di incidenti registrati nel 2022.